# Pohyb po kružnici
Pohyb po kružnici je pohyb (hmotného bodu), jehož trajektorií je kružnice.
Poloha hmotného bodu při pohybu po kružnici (pohyb se středem v počátku soustavy souřadnic):
Zápis v polární soustavě souřadnic
{\displaystyle r=\mathrm {konst.} }
{\displaystyle \varphi =\varphi (t-t_{0})+\varphi _{0}}
lze přepsat do kartézské soustavy souřadnic:
{\displaystyle x=r\cos(\varphi (t-t_{0})+\varphi _{0})}
{\displaystyle y=r\sin(\varphi (t-t_{0})+\varphi _{0})}
Konstantní r představuje poloměr trajektorie, φ(t) je tzv. úhlová dráha, což je úhel, který za čas t opíše spojnice středu dráhy a pohybujícího se bodu (průvodič), φ0 je úhlová dráha v počátečním čase t0. Při pohybu se s časem mění pouze úhel φ, poloměr dráhy je konstantní.
Dráha pohybu po kružnici
Rozlišuje se obvodová dráha a úhlová dráha.
- Obvodová dráha s je vzdálenost, kterou urazí hmotný bod během pohybu po obvodu kružnice.
- Úhlová dráha φ je úhel, který urazí průvodič hmotného bodu během pohybu.

Mezi úhlovou dráhou a obvodovou dráhou je vztah (r je poloměr kružnice):
{\displaystyle \varphi ={\frac {s}{r}}}

## Rychlost pohybu po kružnici
Podobně jako u dráhy se rozlišuje obvodová rychlost a úhlová rychlost. Kromě toho lze počítat okamžitou nebo průměrnou rychlost. Vektor obvodové rychlosti má směr tečny ke kružnici.
Okamžitá úhlová rychlost se rovná první derivaci úhlové dráhy {\displaystyle \varphi } podle času {\displaystyle t}
{\displaystyle \omega ={\frac {\mathrm {d} \varphi }{\mathrm {d} t}}}
Průměrná úhlová rychlost se rovná podílu celkové úhlové dráhy {\displaystyle \varphi } a celkového času {\displaystyle t}
{\displaystyle \omega ={\frac {\varphi }{t}}}
Okamžitá obvodová rychlost se rovná první derivaci dráhy {\displaystyle s} podle času {\displaystyle t}
{\displaystyle v={\frac {\mathrm {d} s}{\mathrm {d} t}}}
Průměrná obvodová rychlost se rovná podílu celkové dráhy {\displaystyle s} a celkového času {\displaystyle t}
{\displaystyle v={\frac {s}{t}}}
Vztah mezi úhlovou rychlostí a obvodovou rychlostí
{\displaystyle \omega ={\frac {v}{r}}},
kde {\displaystyle r} je poloměr kružnice.

## Zrychlení pohybu po kružnici
Při pohybu po kružnici se neustále mění směr vektoru rychlosti a může se měnit i velikost rychlosti. Změnu směru vyjadřuje dostředivé zrychlení, jehož směr je do středu kružnice. Protože směr dostředivého zrychlení je neustále kolmý na směr rychlosti, označuje se také jako normálové zrychlení (normálová složka zrychlení). Změnu velikosti rychlosti popisuje tečné zrychlení (tečná složka zrychlení). Změnu úhlové rychlosti vyjadřuje veličina úhlové zrychlení.
Dostředivé zrychlení
{\displaystyle a_{d}=\omega ^{2}r},
kde {\displaystyle \omega } je úhlová rychlost a {\displaystyle r} je poloměr kružnice, nebo
{\displaystyle a_{d}={\frac {v^{2}}{r}}}
kde {\displaystyle v} je obvodová rychlost.
Tečné zrychlení {\displaystyle a_{t}} se rovná první derivaci obvodové rychlosti {\displaystyle v} podle času {\displaystyle t} nebo druhé derivaci obvodové dráhy {\displaystyle s} podle času {\displaystyle t}
{\displaystyle a_{t}={\frac {\mathrm {d} v}{\mathrm {d} t}}}
nebo
{\displaystyle a_{t}={\frac {\mathrm {d} ^{2}s}{\mathrm {d} t^{2}}}}
Celkové zrychlení se rovná vektorovému součtu dostředivého (normálového) a tečného zrychlení, velikost se vypočte podle vzorce
{\displaystyle a={\sqrt {a_{d}^{2}+a_{t}^{2}}}}
Úhlové zrychlení {\displaystyle \varepsilon } se rovná první derivaci úhlové rychlosti {\displaystyle \omega } podle času {\displaystyle t} nebo druhé derivaci úhlové dráhy {\displaystyle \varphi } podle času {\displaystyle t}:
{\displaystyle \varepsilon ={\frac {\mathrm {d} \omega }{\mathrm {d} t}}}
nebo
{\displaystyle \varepsilon ={\frac {\mathrm {d} ^{2}\varphi }{\mathrm {d} t^{2}}}}

### Vektorový zápis
{\displaystyle {\vec {a_{t}}}={\vec {\varepsilon }}\times {\vec {r}}}
{\displaystyle {\vec {a_{n}}}={\vec {\omega }}\times ({\vec {\omega }}\times {\vec {r}})}

## Perioda a frekvence
Perioda vyjadřuje dobu, za kterou hmotný bod opíše kružnici právě jednou.
{\displaystyle T={\frac {2\pi }{\omega }}}
nebo
{\displaystyle T={\frac {2\pi r}{v}}}
Frekvence určuje počet kružnic, které hmotný bod urazí za jednotku času.
{\displaystyle f={\frac {\omega }{2\pi }}}
nebo
{\displaystyle f={\frac {v}{2\pi r}}}

## Síly působící při pohybu po kružnici
Dostředivé zrychlení je vyvoláno dostředivou silou, jejíž směr je do středu kružnice a jejíž velikost se nemění. Z 2. Newtonova pohybového zákona je velikost dostředivé síly {\displaystyle F_{d}}:

{\displaystyle F_{d}=m\omega ^{2}r}
nebo
{\displaystyle F_{d}={\frac {mv^{2}}{r}}}
kde {\displaystyle m} je hmotnost hmotného bodu.
Dostředivá síla má svou reakci v odstředivé síle, jejíž velikost je stejná jako velikost dostředivé síly, ale působí směrem od středu kružnice.